# Ricorso straordinario al Presidente della Repubblica
Nell'ordinamento giuridico italiano il ricorso straordinario al Presidente della Repubblica è un rimedio giustiziale generale che permette di impugnare un atto amministrativo che presenta il carattere della definitività, disciplinato dal Decreto del presidente della Repubblica 24 novembre 1971, n. 1199. Ha carattere alternativo rispetto ai ricorsi giurisdizionali, e può essere esperito nelle sole materie devolute alla giurisdizione del giudice amministrativo, da chi intenda tutelare un proprio diritto (nelle sole materie di giurisdizione esclusiva) o interesse legittimo, contro atti della pubblica amministrazione.
In conseguenza dell'intervento del legislatore, che con la L. n. 69 del 2009 art. 69 è intervenuto in revisione sull'istituto, il Ricorso Straordinario al Capo dello Stato appare oggi molto vicino ad un vero e proprio mezzo giurisdizionale di tutela (pur rimanendo un rimedio tipicamente amministrativo). Tutto questo in ossequio ai principi di effettività di tutela affermati dalla Corte di Giustizia dell'Unione europea e dalla Convenzione Europea dei diritti dell'Uomo (i cui artt. 6 e 13 impongono che i rimedi di giustizia siano effettivi e non rimangano illusori).
Detto art. 69, infatti, prevedendo la possibilità per il Consiglio di Stato di sollevare, ove sia necessario, questione di legittimità costituzionale e prevedendo un'interpretazione autentica delle precedenti norme in materia ha contribuito ad eliminare tutti i dubbi che via via nel tempo si sono posti sulla natura giurisdizionale di tale rimedio.
Si deve, tuttavia, considerare che la possibilità per i controinteressati a cui non è stato notificato il ricorso straordinario di impugnare la relativa decisione dinanzi al TAR competente tramite l'azione di annullamento genera l'effetto paradossale della possibilità di un provvedimento giurisdizionale di un organo giurisdizionale inferiore (il TAR) che riforma la decisione di un organo giurisdizionale sovraordinato: il Consiglio di Stato.

## Caratteri
Benché riferito al Presidente della Repubblica, che formalmente emette la decisione finale in forma di d.P.R., il ricorso vede in realtà come reali protagonisti un ministero o altra amministrazione pubblica competente e, soprattutto, il Consiglio di Stato il quale, come diremo, nell'ambito del procedimento è chiamato a rendere un parere vincolante per la decisione finale e dunque, de facto definisce esso stesso l'esito del ricorso. Tale organo, dall'entrata in vigore del codice del processo amministrativo (d.lgs.2 luglio 2010, n. 104), può anche sollevare questioni di costituzionalità alla Corte costituzionale, od il rinvio pregiudiziale alla Corte di giustizia dell'Unione europea, novità che lo avvicina ancor più ai rimedi di natura giurisdizionale.
Le caratteristiche che rendono ancora attuale questa tipologia di ricorso sono essenzialmente il fatto che il termine per ricorrere è più ampio di quello previsto per il ricorso giudiziale e che non è necessario il patrocinio legale.
Si può ricorrere contro un atto amministrativo se questo è invalido per soli motivi di legittimità (art. 8 d.p.r. 1199/1971), se si tratta di un atto definitivo e se non è possibile ricorrere contro l'atto per via gerarchica.
Il ricorso straordinario al capo dello stato è alternativo alla via giudiziaria, per cui se si utilizza questo strumento, poi non si può più ricorrere ai T.A.R. o al Consiglio di Stato, come se si ricorre a questi, poi non è più esperibile il ricorso amministrativo straordinario al capo dello stato.
Fino all'entrata in vigore della legge 111/2011 (finanziaria 2012, governo Berlusconi IV), il ricorso straordinario al capo dello stato, fatte salve le spese di notifica, era completamente gratuito. Con l'art. 37, comma 6, della legge suddetta è stato invece introdotto un contributo di euro 600 (seicento), con lo scopo di scoraggiare il ricorso a questo rimedio. L'art. 1, c. 25 lett. A) n. 3 della Legge 24.12.2012 n. 228 ha aumentato la misura del contributo dovuto ad € 650,00. (circolare n. 9/2013 Min. Interno).
Non si applica contro gli atti degli enti locali della provincia autonoma di Bolzano. È inoltre inapplicabile ai contenziosi in materia elettorale, alle controversie in materia di affidamento di contratti pubblici, nonché, come affermato in via pretoria, alle controversie in materia di accesso agli atti da parte del cittadino.

## Procedura
Il ricorso va proposto entro 120 giorni dalla notificazione o piena conoscenza del provvedimento. Se le parti risiedono all'estero, il Consiglio di Stato ha ritenuto applicabile al ricorso straordinario la proroga prevista dall’articolo 41, comma 5, del codice del processo amministrativo, secondo cui il termine per la notificazione è aumentato di 30 giorni se le parti risiedono in un altro Stato d’Europa o di 90 giorni se risiedono fuori d’Europa (così C.d.S., sez. I, parere n. 674/2019 del 5 marzo 2019, Omissis c. Ministero degli Affari Esteri; conf. C.d.S., sez. III, parere n. 951 del 18 giugno 1985, Mannirà c. Ministero del Tesoro, p.d. 870649, reso sotto la vigenza del T.U. 1054/1924).
Il ricorso va notificato entro i predetti termini ad almeno uno dei controinteressati (coloro che hanno un interesse contrario a quello del ricorrente, il quale impugna l'atto e ne chiede l'annullamento mentre il controinteressato che ha un vantaggio da quell'atto ha una posizione che collima con quella dell'amm.ne, cioè difende l'atto perché gli dà un vantaggio) e presentato con la prova della notifica all'organo che ha emanato l'atto o al ministero competente. Se presentato all'organo questo lo trasmette immediatamente al Ministero competente.
I controinteressati possono entro 60 giorni presentare deduzioni e documenti. 
I controinteressati possono accettare la sede giudiziaria scelta dal ricorrente o proporre opposizione per chiedere la trasposizione del giudizio in sede giurisdizionale davanti al Tribunale Amministrativo Regionale. Nel caso quest'ultimo non abbia giurisdizione poiché l'oggetto della domanda riguardi diritti soggettivi il giudizio continua presso la sede originaria allo scopo di non far perdere la tutela al ricorrente.
Entro centoventi giorni dalla scadenza del termine previsto dall'art. 9, quarto comma, il ricorso, istruito dal Ministero competente, è trasmesso, insieme con gli atti e i documenti che vi si riferiscono, al Consiglio di Stato per il parere (art.11 comma 1, DPR. 1199/1971). Decorsi 120 giorni dal predetto termine il ricorrente può fare domanda al Ministero per sapere se la documentazione è stata trasmessa al Consiglio di Stato, in caso di negativa o mancata risposta potrà lui stesso provvedere alla trasmissione.
La decisione viene emanata sotto forma di dpr del Presidente della Repubblica su proposta del Ministero e in seguito al parere obbligatorio e, per gli effetti della legge n.69/2009, vincolante del Consiglio di Stato.
Va specificato che, in sede di pubblico concorso (Cons. Stato, sez. V, sent. 24 settembre 2003, n. 5462 - Consiglio di Stato, IV, sentenza 5 settembre 2007, n. 4659), la notifica ai presunti controinteressati non è necessaria qualora il provvedimento impugnato riguardi il procedimento concorsuale ancora in corso, ovvero non sia ancora avvenuta la nomina e/o assunzione dei vincitori, in quanto prima della nomina non sono configurabili controinteressati in senso tecnico con riguardo al ricorso proposto avverso il provvedimento di esclusione dalla procedura di concorso, attesa l'insussistenza della lesione di un interesse protetto e attuale, in capo agli altri concorrenti, derivante dall'eventuale accoglimento del ricorso stesso.

## Effetti
La decisione può essere di vario contenuto: il ricorso straordinario può essere accolto, rigettato o vi può essere la dichiarazione di inammissibilità, ove si riconosca che il ricorso non poteva essere proposto, ad esempio perché l'atto impugnato non era definitivo (ed era quindi ammesso un ricorso gerarchico), salva la facoltà della assegnazione di un breve termine per presentare all'organo competente il ricorso amministrativo, se si accerta l'esistenza di un errore ritenuto errore scusabile.
Nel caso in cui il ricorso venga accolto, l'atto sarà annullato; questo annullamento avrà effetto esclusivamente tra le parti, salvo che non si tratti di un atto a natura normativa o regolamentare: in questa ipotesi l'efficacia dell'annullamento sarà erga omnes.
Possono essere dedotti i seguenti vizi dell'atto amministrativo: incompetenza relativa, eccesso di potere e violazione di legge. 
Nel caso in cui venga riconosciuto fondato soltanto un motivo di competenza l'affare viene rimesso all'organo competente.
Se tali vizi sono ritenuti infondati, il ricorso viene rigettato.